# Пекельний мотель
«Пекельний мотель» (англ. Motel Hell, на українському ТБ використовували «Диявольський мотель») — американський комедійний фільм жахів 1980 року режисера Кевіна Коннора з Рорі Келхуном, Ненсі Парсонс і Ніною Аксельрод у головних ролях.
Його часто сприймають як сатиру на культові фільми жахів, такі як «Психо» та «Техаська різанина бензопилою».

## Акторський склад
| Актор             | Роль                                       |
| ----------------- | ------------------------------------------ |
| Рорі Келхун       | Вінсент Сміт                               |
| Ненсі Парсонс     | Іда Сміт                                   |
| Ніна Аксельрод    | Террі                                      |
| Пол Лінке         | шериф Брюс Сміт                            |
| Вольфман Джек     | преподобний Біллі                          |
| Еверетт Кріч      | Бо Тулінскі                                |
| Майкл Мелвін      | Іван фронтмен гурту Ivan and the Terribles |
| Марк Сільвер      | гітарист гурту Ivan and the Terribles      |
| Джон Ратценбергер | барабанщик гурту Ivan and the Terribles    |

## Сюжет
Фермер Вінсент Сміт та його молодша сестра Іда живуть на фермі, до якої примикає мотель «Motel Hello». Відомі у всьому штаті копченості Вінсента — насправді людська плоть. Він розставляє пастки на прилеглих дорогах, щоб ловити жертв, після чого закопує бідолаг по шию у своєму «таємному саду» і перерізає їм голосові зв'язки, щоб вони не могли кричати. Їх тримають у землі й годують, поки вони не будуть готові до «збору врожаю». Іда допомагає Вінсенту, оскільки вони обидва вважають, що таким чином роблять світ кращим.
Вінсент прострілює переднє колесо мотоцикла молодої пари. Чоловіка на ім'я Бо закопують по шию у саду, а дівчину, Террі, Вінсент забирає до мотелю. Наступного ранку приїжджає шериф Брюс, наївний молодший брат Вінсента. Вінсент розповідає Террі, що її хлопець загинув в аварії і був похований. Поїздка на цвинтар показує його грубий могильний маркер. Не маючи куди йти, Террі вирішує залишитися в мотелі. Поступово її приваблює чесна манера поведінки Вінсента і його гостинна чарівність, на превеликий жах Брюса, який безуспішно намагається залицятися до неї.
Вінсент захоплює більше жертв, розміщуючи посеред шосе дерев'яні картонні фігурки корів, щоб змусити жертв зупинятися та виходити з авто. За допомогою цього методу йому вдається захопити Сьюзі і приспати її снодійним газом. Він також розміщує фальшиве оголошення і заманює пару свінгерів, які вважають, що готель — це притон. Наступного дня Вінсент пропонує навчити Террі коптити м'ясо. Іда починає ревнувати й намагається втопити Террі, але Вінсент приїжджає, щоб врятувати її. Це змушує Террі повністю закохатися в нього, і вона намагається спокусити Вінсента. Вінсент відкидає її залицяння, кажучи, що спочатку вони повинні одружитися. Вона погоджується вийти заміж наступного дня.
Дізнавшись про весілля, Брюс приїжджає до мотелю, щоб висловити протест проти вибору Террі. Він каже Террі, що у Вінсента «сифіліс мозку» та «старий неробочий пеніс», згодом Вінсент проганяє брата рушницею. Вінсент, Террі та Іда п'ють шампанське, але Іда підсипає наркотик у келих Террі, і та непритомніє. Потім Іда та Вінсент готують кілька жертв до весілля. Тим часом Брюс розслідує зникнення людей і починає підозрювати свого брата.
Вінсент та Іда вбивають трьох жертв і відвозять їх на бійню. Після того, як вони витягли тіла, земля розрихлюється і Бо, який був вкопаний поруч, вибирається і починає тікати. Брюс прокрадається назад до мотелю, щоб врятувати Террі, але повертається Іда. Вона влаштовує засідку на Брюса і вирубає його, а потім під дулом пістолета тягне Террі на м'ясокомбінат, де Вінсент розкриває свою таємницю. Террі впадає в жах. Тим часом Бо тікає і звільняє інших жертв з саду. Іда повертається до мотелю, щоб перекусити, але жертви нападають на неї і вибивають. Террі намагається втекти, але Вінсент травить її газом і прив'язує до конвеєра. Йому заважає Бо, який врізається у вікно, але Вінсент добиває ослабленого Бо.
Брюс прокидається і знаходить одну з рушниць свого брата. Він вирушає на завод, але виявляє, що його брат озброївся гігантською бензопилою і вдягнув свинячу голову як жахливу маску. Вінсент обеззброює брата, але Брюс хапає іншу бензопилу і починається дуель. Незважаючи на поранення, Брюс вбиває бензопилу глибоко в бік Вінсента і одразу звільняє Террі та повертається до Вінсента. Той промовляє свої останні слова, залишаючи ферму і «таємний сад» Брюсу і нарікаючи на власне лицемірство через додавання у м'ясо консервантів.
Брюс і Террі йдуть до «таємного саду» і знаходять там лише Іду, поховану головою вниз. Коли вони виходять з мотелю, Брюс каже, що радий, що пішов з дому, коли йому було одинадцять. Террі пропонує спалити мотель, стверджуючи, що він є злом. Неонова вивіска з написом «Motel Hello» замикається, назавжди затемнюючи літеру «О».
Коли титри закінчуються, табличка, на якій тепер написано «Motel Hell», вибухає.

## Виробництво
«Пекельний мотель» був написаний і продюсований братами Робертом Джаффе та Стівеном-Чарльзом Джаффе, які до того моменту ніколи не працювали над сценарієм разом. Сценарій був закінчений приблизно в 1977 році, через чотири тижні, хоча продати його виявилося важко. За словами Стівена-Чарльза, студії «або ненавиділи його, або вважали найдивнішим сценарієм, який вони коли-небудь читали». Джаффи були вражені фільмом жахів Тоуба Хупера 1974 року «Техаська різанина бензопилою», і свого часу Universal Pictures планувала продюсувати «Пекельний мотель» за режисурою Хупера. Однак студія відмовилася від проєкту після прочитання сценарію, який, на думку Роберта, був «ймовірно, занадто далеким від їхніх смаків». United Artists (UA) також відхилила проєкт, але за кілька місяців переглянула свою позицію після змін у керівництві та зростання популярності експлуатаційного кіно. Зрештою Джаффи уклали угоду про виробництво з UA.
Крім Хупера, Джаффи також були вражені фільмом жахів режисера Кевіна Коннора «Із глибини могили» 1974 року, і зрештою найняли його зняти «Пекельний мотель». Вони обидва були задоволені його роботою, особливо тим, як він впорався з «дуже тонкою межею чорного гумору» фільму. Кров і графічне насильство були зведені до мінімуму, що створювало драматичний ефект. Бюджет фільму становив трохи більше ніж 3 мільйони доларів. Зйомки почалися 23 квітня 1980 року і завершилися 12 червня. Основним місцем зйомок було ранчо Сейбл у Санта-Кларіті. Більшість інтер'єрних зйомок проходили на Laird International Studios у Калвер-Сіті. Один день зйомок також пройшов у Мурпарку. Музика, написана Ленсом Рубіном, була записана на студії Warner Brothers.

## Випуск
Прем'єра фільму відбулася 14 серпня 1980 року в Нідерландах.
У 2002 році MGM випустила фільм як частину своєї колекції подвійних DVD-дисків «Midnite Movies» разом із «Божевільним» 1974 року. 13 травня 2013 року компанія Arrow Video випустила фільм на Blu-ray у Великобританії.
12 серпня 2014 року Scream Factory випустила Blu-ray в Сполучених Штатах і Канаді.